# Saoud Fath
Saoud Fath (Catar; 16 de agosto de 1980) es un exfutbolista de Catar que jugaba en la posición de defensa.

## Carrera

### Club
| Periodo   | Club                  |
| --------- | --------------------- |
| 2000–2002 | Al-Ittihad Doha       |
| 2002–2003 | Rapid Wien            |
| 2003–2007 | Al-Gharafa SC         |
| 2006      | → Al Sadd SC (cedido) |

### Selección nacional
Jugó para Catar en 74 ocasiones de 1997 a 2004 sin anotar goles, y participó en dos ediciones de la Copa Asiática.

## Logros
- Liga de fútbol de Catar (2): 2001-02 y 2004-05.
- Copa del Emir de Catar (1): 2001-02.
- Copa Príncipe de la Corona de Catar (1): 2000.
- Copa del Jeque Jassem (2): 2005 y 2007.